# Sanna Nyassi
Sanna Nyassi (* 31. Januar 1989 in Bwiam) ist ein gambischer Fußballspieler, der bis 2016 für San José Earthquakes in der Major League Soccer aktiv war. Sein Zwillingsbruder Sainey spielt für den finnischen Verein Rovaniemi PS.

## Karriere

### Verein
Sanna Nyassi begann seine Karriere im Jahr 2001 in der Jugend vom Gambia Ports Authority FC, bis er 2005 in die Profimannschaft aufrückte. Mit Gambia Ports schaffte er den Gewinn der GFA League First Division 2006 und dem GFA-Cup 2007. Durch seine Leistungen bei der gambischen U-20-Nationalmannschaft machte er 2007 einige Vereine aus der Major League Soccer auf sich aufmerksam. So absolvierte er mit seinem Zwillingsbruder ein Probetraining bei New England Revolution, wo allerdings nur sein Bruder unter Vertrag genommen wurde. Nach einem Probetraining beim zur neuen Saison gegründeten Franchise Seattle Sounders, bekam er einen Vertrag angeboten. Allerdings spielte er noch den Rest der MLS-Saison für Seattle Sounders, den Vorgängerverein, welcher nach der Saison 2008 aufgelöst wurde und absolvierte dort vier Ligaspiele. Am 20. März 2009 absolvierte sein Debüt für die neugegründeten Sounders, beim 3:0-Sieg über die New York Red Bulls begann er in der Startelf und wurde Mitte der zweiten Halbzeit ausgewechselt. Seine erste komplette MLS-Saison schloss Nyassi mit dem Gewinn des Lamar Hunt U.S. Open Cups ab. Im Finale wurde D.C. United mit 2:1 besiegt. Bei der Austragung des Lamar Hunt U.S. Open Cups 2010 erreichte er mit den Sounders wieder das Finale. Am 5. Oktober 2010 erzielte Nyassi beide Tore beim 2:1-Sieg über die Columbus Crew und somit konnten Seattle in ihrem erst zweijährigen Vereinsbestehen den Titel verteidigen.
Am 24. November 2010 wurde er beim MLS Expansion Draft 2010 von den Vancouver Whitecaps als erster Pick ausgewählt, doch wurde er nach kurzer Zeit zu den Colorado Rapids transferiert.
Am 21. Juli 2011 gelang ihm beim 4:1-Heimsieg über die New York Red Bulls ein Hattrick.
Beim MLS Expansion Draft 2011 wurde er von Montreal Impact als „Pick“ ausgewählt. Er tritt damit seit der
Teilnahme von Impact in der MLS mit Beginn der Saison 2012 für die Kanadier an. In seiner ersten Saison konnte er in 28 Spielen sechs Tore erzielen; in der Saison 2013 kam er in 22 Spielen zu einem Torerfolg.

### Nationalmannschaft
Nyassi spielte 2005 für die gambische U-17-Nationalmannschaft und nahm mit dieser an der U-17-Fußball-Afrikameisterschaft und an der U-17-Fußball-Weltmeisterschaft in Peru teil. Bei der Afrikameisterschaft erzielte er beim 1:0-Sieg gegen Burkina Faso in der Gruppenphase den entscheidenden Treffer. Durch den 1:0-Siegtreffer von Ousman Jallow im Finale gegen Ghana schaffte Gambia ihren ersten Titelgewinn überhaupt. Bei der Weltmeisterschaft schied Gambia in einer starken Gruppe mit Brasilien und der Niederlande nur aufgrund des Torverhältnisses aus und es gelang ein unglaublicher 3:2-Sieg gegen den späteren Vizeweltmeister Brasilien. Nyassi kam in allen drei Gruppenspielen zum Einsatz.
Auch für die U-20-Nationalmannschaft war er bei der U-20-Fußball-Weltmeisterschaft 2007 im Einsatz. Im ersten Gruppenspiel gegen Mexiko (0:3) spielte er ab der 65. Minute, sowie im Sechzehntelfinale bei der 1:2-Niederlage gegen Österreich für fünf Minuten.
Am 4. September 2010 absolvierte er gegen Namibia sein erstes A-Länderspiel, das gleich von Beginn an und erzielte dabei auch sein erstes Länderspieltor. Knapp einen Monat später bestritt er gegen Burkina Faso (1:3) sein zweites und bisher letztes Länderspiel.

## Erfolge
Gambia Ports Authority FC
- GFA League First Division: 2006
- GFA-Cup: 2007

Seattle Sounders FC
- Lamar Hunt U.S. Open Cup: 2009 & 2010

Montreal Impact
- Canadian Championship 2013

Gambia U-17
- U-17-Fußball-Afrikameisterschaft: 2005